# 王氏知府第
35°49′10″N 111°16′20″E / 35.81944°N 111.27222°E
王氏知府第，位于中国山西省襄汾县汾城镇汾城文庙东北侧，是明清两代在晋南和淮扬开设盐号和永德泰钱庄的望族汾城王家的一处四合院，建于明万历年间。汾城王氏家族出过四个举人、一个户部右侍郎、一个知府和三个知县。老宅仍为家族的后人居住。正房坐西向东，与南北厢房均为面阔3间，正房与垂花门楼为悬山顶，前檐廊柱雕刻华丽，厢房为硬山顶。院落中轴线上铺砖甬道。
2006年5月25日公布为第六批全国重点文物保护单位。